# 萨赖米尔
萨赖米尔（Sarai Mir），是印度北方邦Azamgarh县的一个城镇。总人口15526（2001年）。

## 人口
该地2001年总人口15526人，其中男性7867人，女性7659人；0—6岁人口3226人，其中男1675人，女1551人；识字率57.90%，其中男性为63.75%，女性为51.89%。